# Piet Kramer

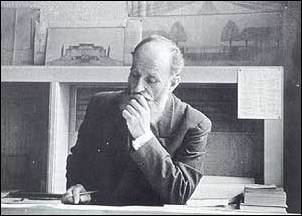

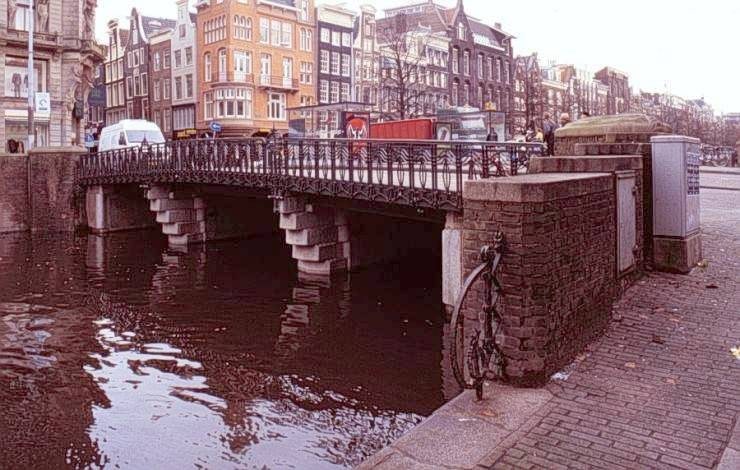
Bro vid Keizersgracht / Leidsestraat från 1921 av Piet Kramer.

Pieter Lodewijk Kramer, född den 17 augusti 1881 och död den 23 maj 1961,  var en holländsk arkitekt och en av de mest inflytelserika i den så kallade Amsterdamskolan. Kramer föddes i Amsterdam och fick också sin utbildning där. Efter examen praktiserade han på arkitektkontoret Eduard Cuypers, där han arbetade tillsammans med Michel de Klerk. 1911 genomförde Kramer sitt första projekt tillsammans med de Klerk och Johan van der Mey, vilket rörde utformandet av hamnbyggnaden Scheepvaarthuis i Amsterdam. Byggnaden är ett tydligt exempel på Amsterdamskolans hus med tunga, tegelklädda och rikt dekorerada fasader i en holländsk, nationalromantisk stil.
Mellan åren 1917 och 1952 arbetade Kramer på stadsbyggnadskontoret i Amsterdam, där han specialiserade sig på brokonstruktioner. Totalt ritade han omkring 400 broar. Dessutom ritade han tre villor i Park Meerwijk i Bergen, samt varuhuset De Bijenkorf i Haag.